# يويا ماتسوأوكا
يويا ماتسوأوكا (باليابانية: 松岡 祐弥) (مواليد 15 يونيو 1978)، هو لاعب كرة قدم سابق كان يلعب كمهاجم.